# Asus
AsusTek Computer Inc. (viết tắt ASUSTeK hay ASUS,  giản thể: 华硕电脑股份有限公司; phồn thể: 華碩電腦股份有限公司; Hán-Việt: Hoa thạc Điện não Cổ phần Hữu hạn Công ty; bính âm: Huáshuo Diànnaǒ Gufen Yǒuxiàn Gōngsī) là một tập đoàn đa quốc gia có trụ sở chính tại Đài Loan, chuyên sản xuất các mặt hàng điện tử và phần cứng máy tính như máy tính để bàn, máy tính xách tay, netbook, điện thoại di động, thiết bị mạng, màn hình, bộ định tuyến WIFI, máy chiếu, bo mạch chủ, card đồ họa, thiết bị lưu trữ quang học, sản phẩm đa phương tiện, thiết bị ngoại vi, thiết bị đeo, máy chủ, máy trạm và máy tính bảng.
ASUS cũng là một nhà sản xuất thiết bị gốc (OEM) cho các công ty khác. ASUS là nhà sản xuất máy tính lớn thứ 5 thế giới tính theo doanh số năm 2017. Asus xuất hiện trong bảng xếp hạng "InfoTech 100" của BusinessWeek, "Top 10 công ty công nghệ thông tin hàng đầu châu Á" và xếp thứ nhất trong hạng mục Phần cứng CNTT của "Top 10 thương hiệu Đài Loan nổi tiếng toàn cầu năm 2008". ASUS có tổng giá trị thương hiệu là 1,3 tỷ đô la Mỹ vào năm 2008.
Asus niêm yết trên Sàn giao dịch chứng khoán Đài Loan với mã cổ phiếu 2357 và Sàn giao dịch chứng khoán Luân Đôn với mã ASKD. Các sản phẩm của ASUS đã giành được 4168 giải thưởng quốc tế tính đến năm 2012.
Pegatron Corp. là tập đoàn máy tính thuộc ASUS. Pegatron còn có các công ty con là Unihan Corporation và ASRock.

## Ý nghĩa tên gọi

Logo hiện tại của ASUS với slogan In Search of Incredible hiện tại

Cái tên Huáshuò trong tiếng Trung Quốc (Phồn thể: 華碩, giản thể: 华硕) có nghĩa là "sự cao sang, tầm vóc vĩ đại của người Trung Hoa", trong đó "Hua" (華) nghĩa là "Hoa" trong Trung Hoa.
Theo trang web của công ty, cái tên ASUS bắt nguồn từ Pegasus, ngựa thần có cánh trong thần thoại Hy Lạp, tượng trưng cho trí tuệ và kiến thức. ASUS thể hiện sức mạnh, sự thuần khiết và tinh thần ưa phiêu lưu của sinh vật tuyệt vời này, bay lên một tầm cao mới với mỗi sản phẩm mới mà công ty tạo ra. Chỉ có bốn chữ cái cuối cùng của từ Pegasus được sử dụng để ASUS có thứ tự cao trong các cách sắp xếp theo bảng chứ cái.

### Slogan của công ty qua các thời kỳ
- Rock Solid. Heart Touching (2003 – 2009) (sỏi đá lay động trái tim).
- Inspiring Innovation Persistent Perfection (2009 – 2013) (truyền cảm hứng cho sự hoàn hảo đến bền bỉ).
- In Search of Incredible (2013 - nay) (nghiên cứu tìm kiếm sự đáng kinh ngạc).

## Lịch sử

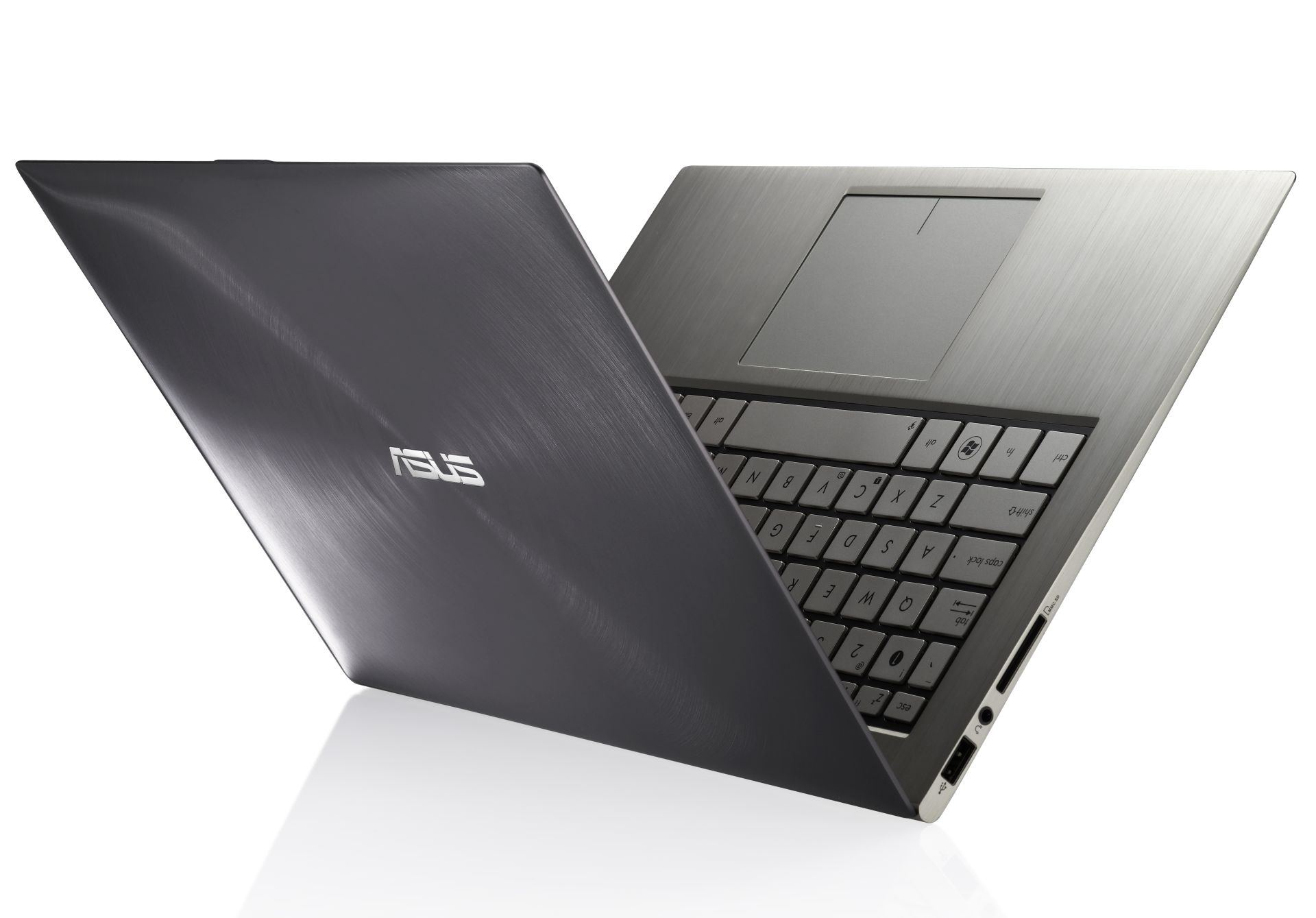
Ultrabook cao cấp ASUS Zenbook UX 31

ASUS được thành lập tại Đài Bắc, Đài Loan năm 1989 bởi T.H. Tung, Ted Hsu, Wayne Hsieh và M.T. Liao, cả bốn người trước đây đã làm việc tại Tập đoàn máy tính Acer với tư cách là kỹ sư phần cứng. Vào thời điểm này, Đài Loan vẫn chưa là quốc gia hàng đầu trong ngành sản xuất phần cứng máy tính như hiện nay. Intel sẽ là nhà cung cấp các bộ vi xử lý trung tâm (CPU), và các gã khổng lồ như IBM sẽ nhận được CPU mới trước tiên. Các công ty Đài Loan phải chờ đến sáu tháng sau đó.
Với sản phẩm bo mạch chủ sử dụng CPU Intel 486, ASUS đã giúp Intel sửa chữa vấn đề về bo mạch chủ 486 của chính Intel. Kể từ đó, Asus đã nhận được các bản mẫu vi xử lý của Intel trước các hãng sản xuất phần cứng máy tính khác.
Tháng 9 năm 2005, Asus đã phát hành card gia tốc PhysX đầu tiên.
Tháng 12 năm 2005, Asus gia nhập thị trường TV LCD với model TLW32001.
Tháng 1 năm 2006, Asus tuyên bố sẽ hợp tác với hãng xe hơi Lamborghini để phát triển dòng máy tính xách tay cao cấp VX.

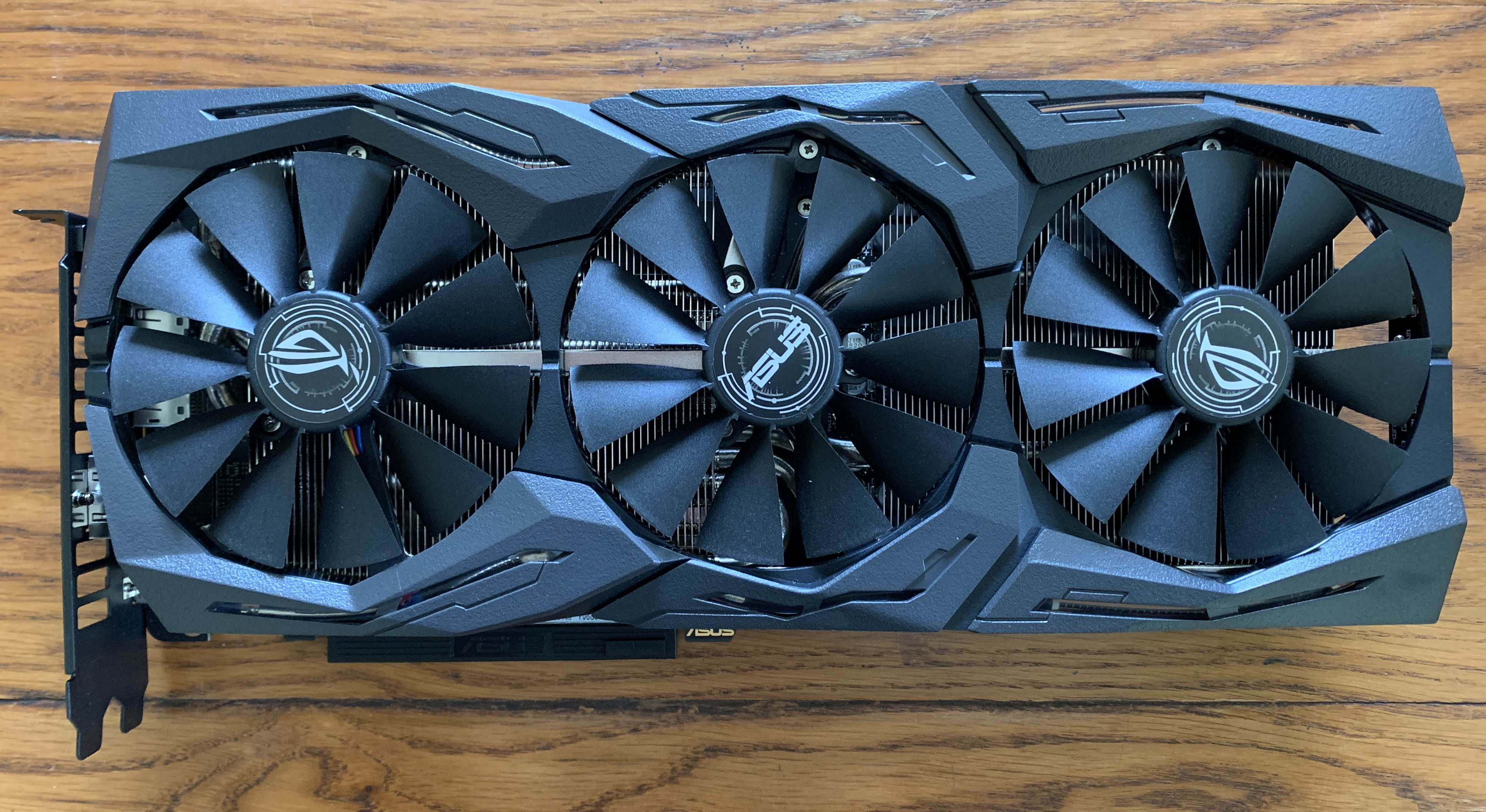
Card đồ họa ASUS GeForce RTX 2070 ROG STRIX Advanced - 8GB GDDR6 1632

Ngày 9 tháng 3 năm 2006, Asus là một trong những nhà sản xuất các mẫu máy tính bảng Microsoft Origami đầu tiên, cùng với Samsung và Founder Technology.
Ngày 8 tháng 8 năm 2006, Asus hợp tác với hãng sản xuất máy tính Gigabyte Technology.
Ngày 5 tháng 6 năm 2007, Asus ra mắt mẫu máy tính xách tay loại nhỏ (netbook) Eee PC tại triễn lãm máy tính COMPUTEX Đài Bắc (Eee PC bị khai tử năm 2013 do sự lỗi thời của netbooks).
Ngày 9 tháng 9 năm 2007, Asus tuyên bố hỗ trợ định dạng Blu-ray, thông báo phát hành ổ đĩa PC ghi BD-ROM / DVD.

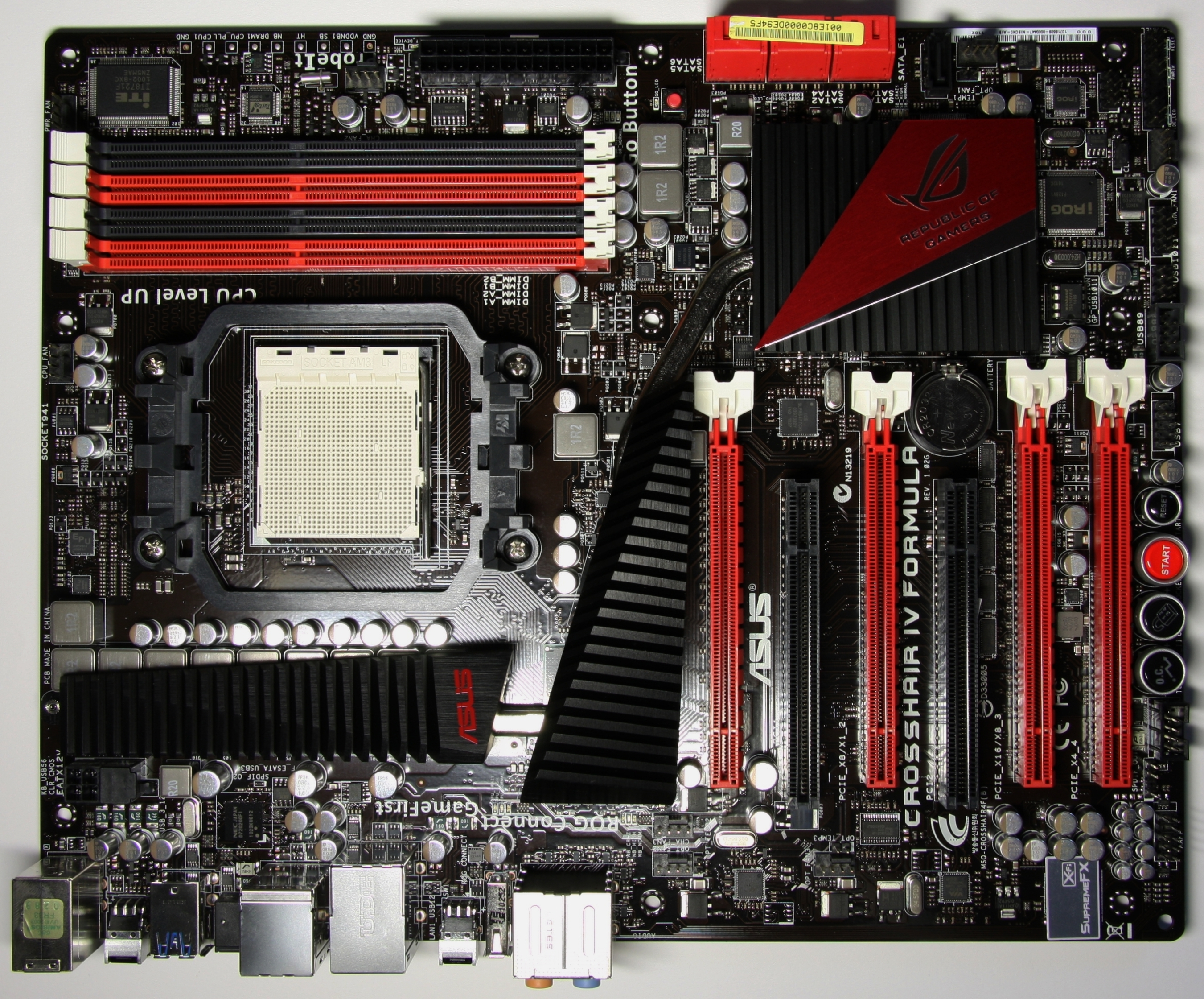
Mainboard cao cấp ASUS Crosshair IV Formula sử dụng CPU AMD

Năm 2007, Oekom Research, một viện nghiên cứu độc lập chuyên đánh giá trách nhiệm của công ty, đã công nhận Asus là một "công ty thân thiện với môi trường" trong "Máy tính, thiết bị ngoại vi và công nghiệp điện tử văn phòng."
Vào tháng 1 năm 2008, Asus thực hiện cải tổ, tái cấu trúc hoạt động, tách thành ba công ty độc lập:
- Asus (tập trung vào sản xuất máy tính và thiết bị điện tử);
- Pegatron (tập trung vào sản xuất OEM bo mạch chủ và linh kiện cho các hãng khác);
- Unihan Corporation (tập trung vào sản xuất vỏ và khuôn cho máy tính).[15]

Tháng 10 năm 2010, Asus và Garmin (hãng sản xuất đồng hồ thông minh nổi tiếng) tuyên bố chấm dứt hợp tác sản xuất điện thoại thông minh.
Tháng 12 năm 2010, Asus ra mắt mẫu máy tính xách tay mỏng nhất thế giới, Asus U36 với độ dày chỉ 19 mm.
Tháng 6 năm 2018, Asus ra mắt mẫu smartphone chuyên game ASUS ROG Phone thế hệ đầu tiên.
Tháng 5 năm 2019, Asus ra mắt mẫu smartphone cao cấp Zenfone 6 với màn hình tràn viền, camera xoay lật.
Ngày 27/6/2019, Asus ra mắt chính thức chiếc laptop siêu phẩm ASUS ROG Mothership với mức giá 180 triệu VNĐ. Theo thông tin sản xuất thì đây là phiên bản giới hạn được bán ra thị trường và sẽ được khắc laser đánh số thứ tự trên thân máy.
Cũng trong năm 2019, Asus ra mắt ASUS ZenBook Pro Duo - mẫu ultrabook cao cấp 2 màn hình dành cho công việc sáng tạo nội dung.
Tháng 1 năm 2020, tại sự kiện CES 2020: ASUS ra mắt 2 mẫu laptop gaming cao cấp với cấu hình mạnh mẽ ASUS ROG Zephyrus G14 và G15, sử dụng CPU AMD Ryzen 4000 Series và nhân đồ họa NVIDIA GeForce RTX 2060.
Quý 2 năm 2020, ASUS giới thiệu dải sản phẩm ASUS ProArt bao gồm màn hình, bo mạch chủ, laptop hiệu năng cao, máy trạm workstation hướng đến đối tượng là các nhà sáng tạo nội dung chuyên nghiệp.

## Hệ thống nhà máy
Asus có trụ sở chính tại quận Beitou (Bắc Đầu), Đài Bắc, Đài Loan.
Kể từ năm 2009, Asus đã có các nhà máy sản xuất tại Đài Loan (Đài Bắc, Lô Trúc, Nam Cảng, Quy Sơn), Trung Quốc đại lục (Tô Châu, Trùng Khánh), Mexico (Ciudad Juárez) và Cộng hòa Séc (Ostrava). Khu công nghệ cao Asus, nằm ở Tô Châu, có diện tích 540.000 m2 (5,800,000 ft).
Asus vận hành khoảng 50 trang web dịch vụ, hoạt động tại 32 quốc gia và có hơn 400 đối tác dịch vụ trên toàn thế giới.

## Sản phẩm
Các sản phẩm của Asus vô cùng đa dạng, bao gồm máy tính 2 trong 1, máy tính xách tay, máy tính bảng, máy tính để bàn, điện thoại thông minh, trợ lý kỹ thuật số cá nhân (PDA), máy chủ, máy trạm, màn hình máy tính, bo mạch chủ, card đồ họa, card âm thanh, ổ đĩa DVD, thiết bị mạng máy tính, vỏ máy tính, linh kiện máy tính, hệ thống làm mát máy tính,...

Một số sản phẩm của ASUS
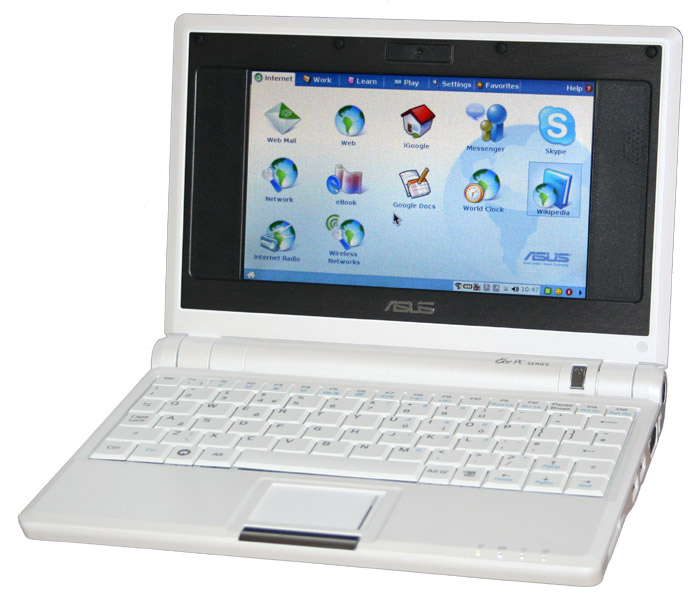
ASUS Eee White netbook
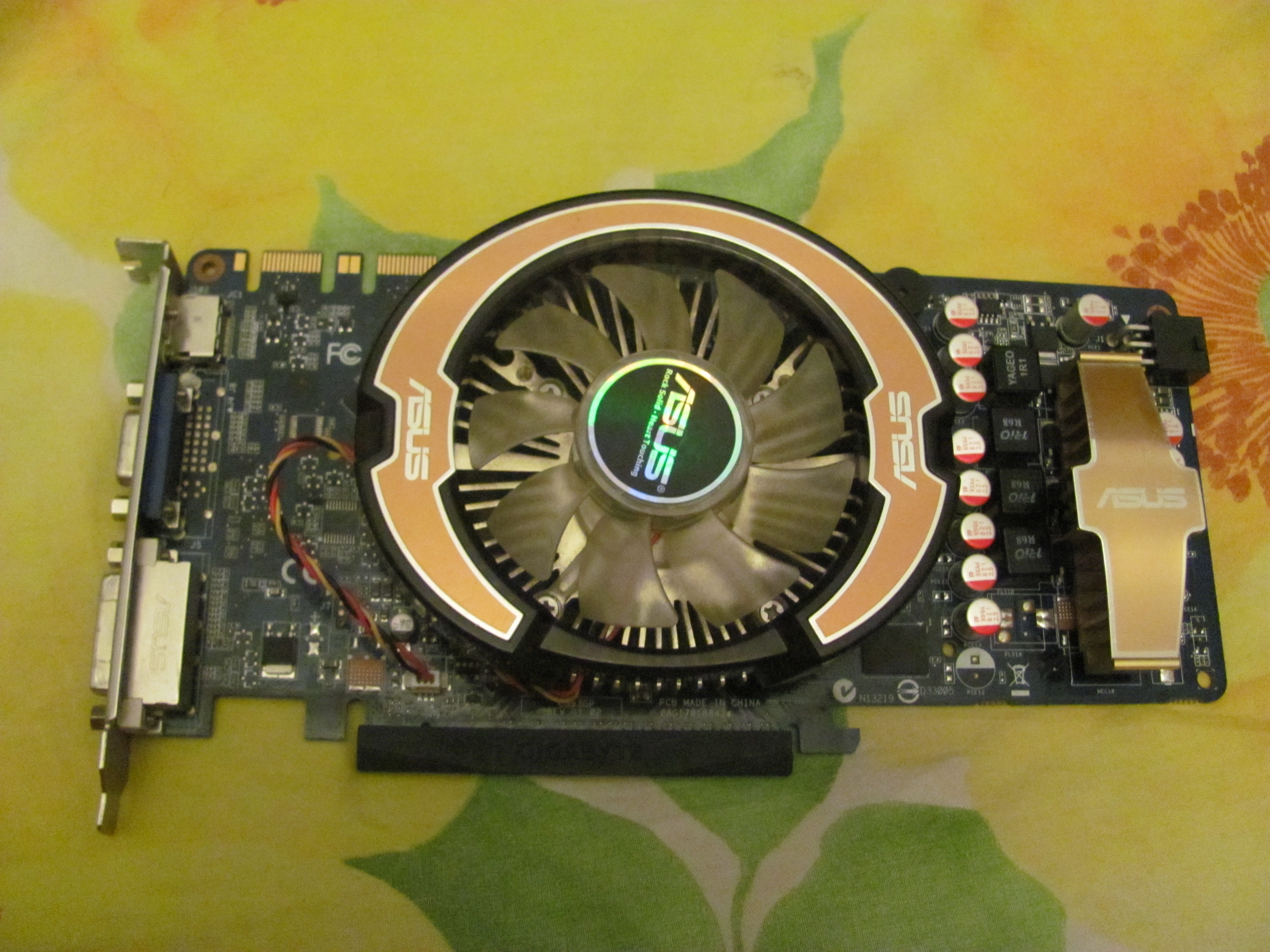
Card đồ họa ASUS GeForce 9800 GT
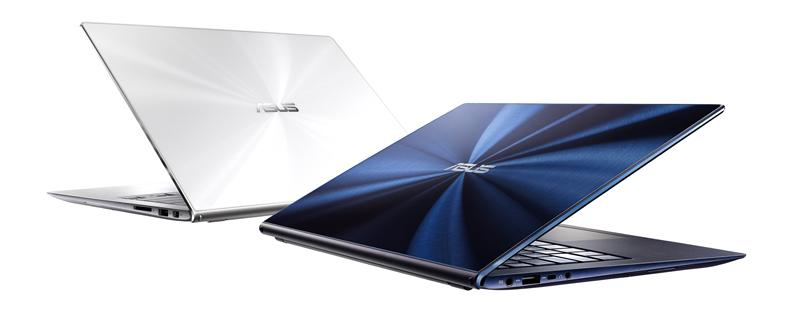
Asus Zenbook UX301
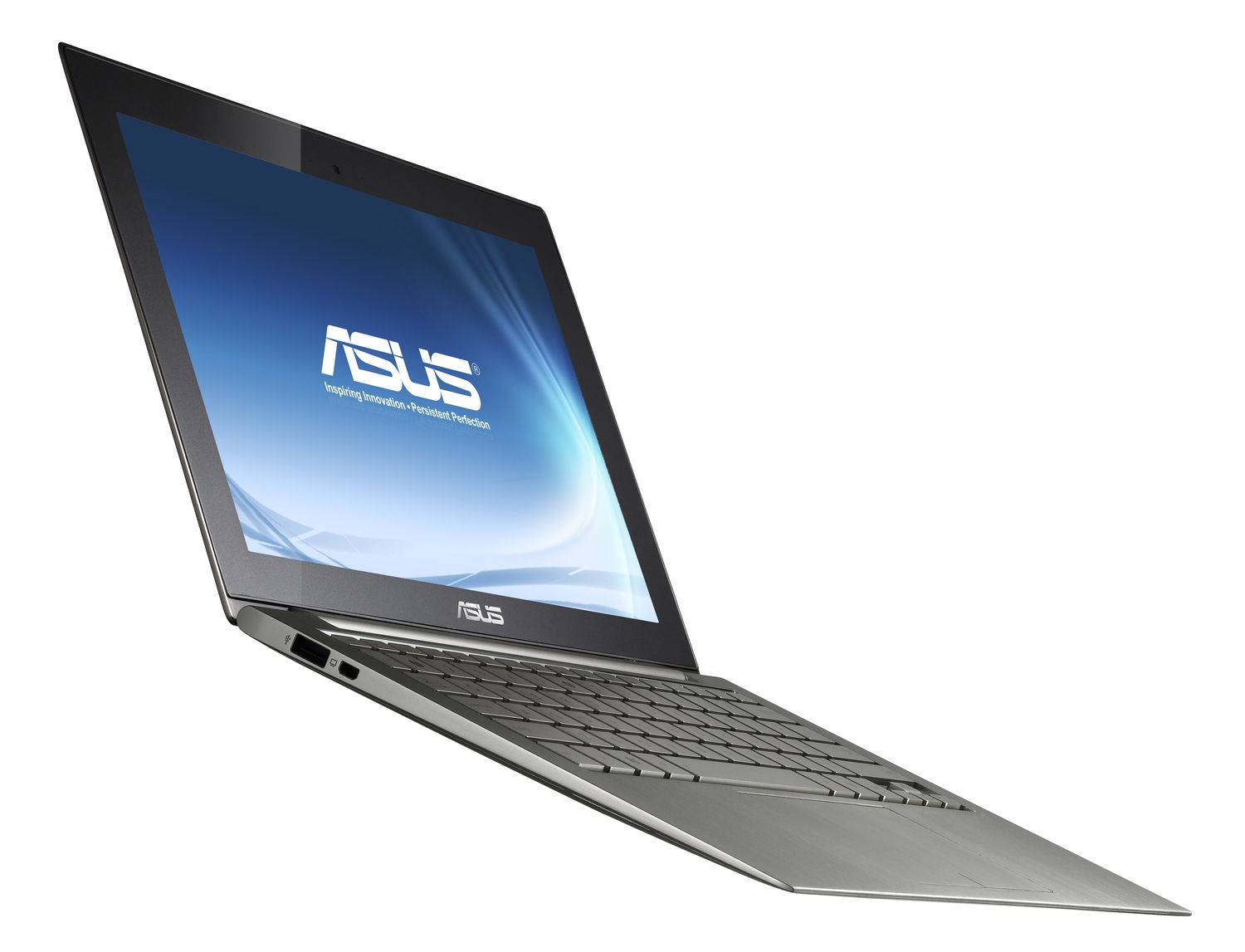
Asus Zenbook UX21E
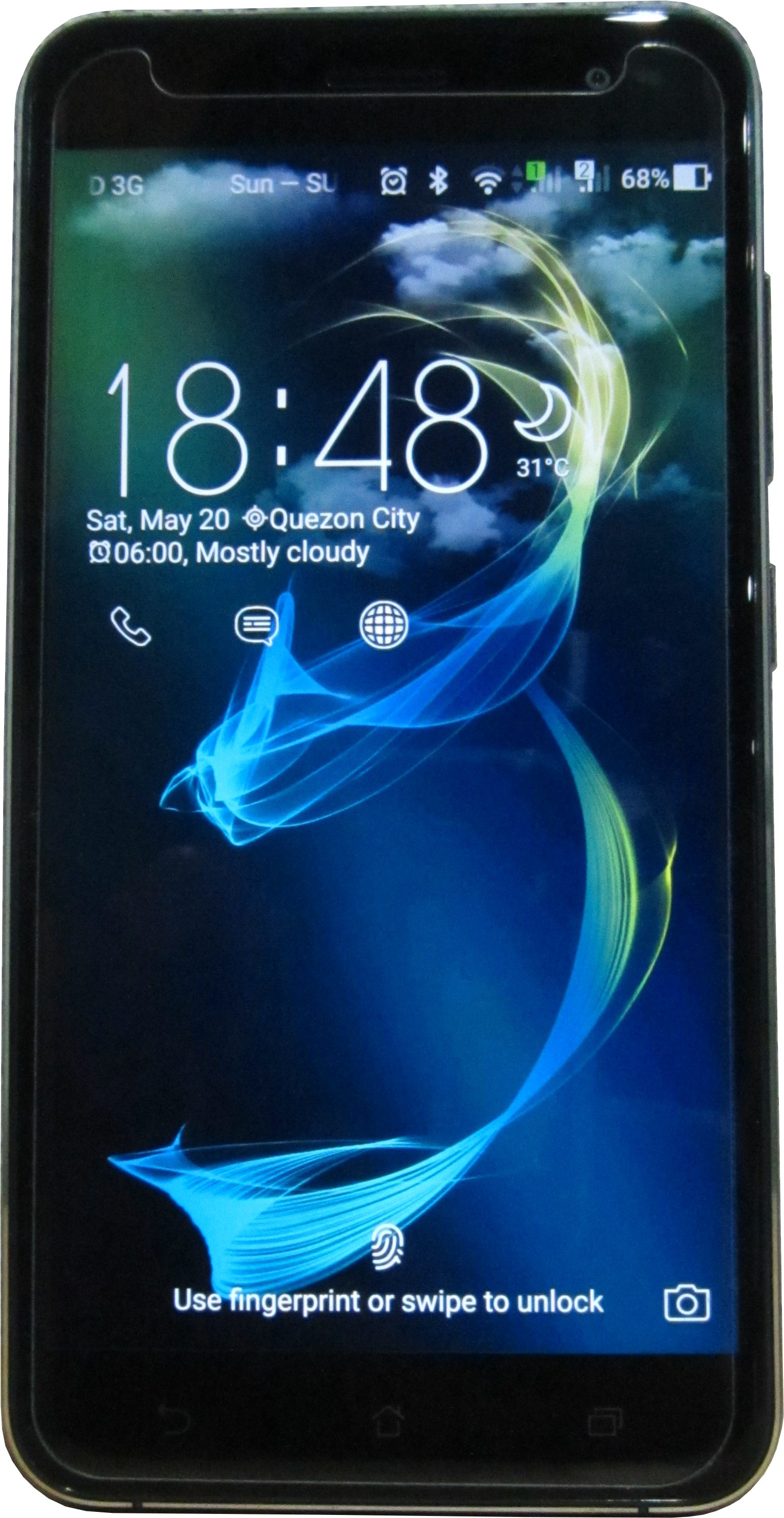
ASUS ZenFone 3
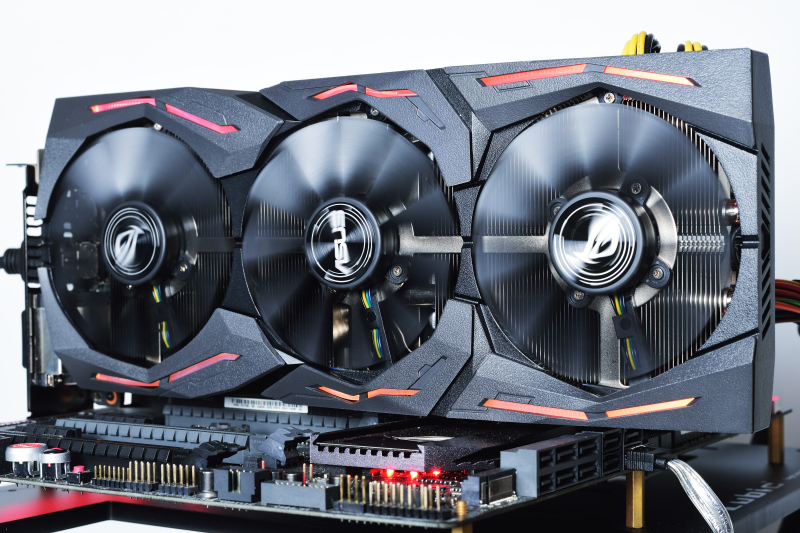
Card đồ họa ASUS ROG STRIX-GTX1080-O8G-GAMING 2016

Một trong những dòng sản phẩm chính của Asus là:
- Dòng Vivo bao gồm laptop (VivoBooks), máy tính để bàn tất cả trong 1 All-in-Ones (Vivo AiO), máy tính để bàn (VivoPC), Stick PC (VivoStick), Mini PC (VivoMini), smartwatch (VivoWatch), chuột máy tính (VivoMouse) và máy tính bảng (VivoTab). Trong đó máy tính xách tay mỏng nhẹ Vivobooks nổi tiếng nhất với thiết kế đẹp, thanh lịch và giá thành hợp lý.
- ZenFone - Điện thoại di động thông minh chạy Android. Tháng 3 năm 2020, thông tin về mẫu Zenfone 7 mới nhất đã rò rỉ.
- Transformer Book - Máy tính xách tay tất cả trong một. Transformer Book hiện nay không còn được sản xuất.
- Dòng Zenbook - Ultrabook cao cấp dành cho doanh nhân với độ bền quân đội, các mẫu cao cấp nhất mang tên Zenbook Pro và ZenBook Pro Duo.
- Máy tính bảng: ASUS từng gia công dòng máy tính bảng Nexus của Google (hiện đã khai tử), EeePad, Memo Pad, VivoTab và ZenTab. Tuy nhiên hiện tại ASUS không còn đầu tư vào máy tính bảng chạy Android.
- Máy chủ ASUS Server.
- Máy trạm ASUS StudioBook Workstation.
- Máy tính để bàn tất cả trong 1 (All-in-One): VivoPC, VivoMini, ZenAiO và Vivo AiO.
- Máy tính xách tay ultrabook giá rẻ ASUS ExpertBook.
- ASUS Sonic Master - công nghệ âm thanh tích hợp trên laptop của hãng. Một số mẫu máy cao cấp sẽ tích hợp loa của Harman Kardon.[23]
- ASUS ProArt: bao gồm màn hình, bo mạch chủ, laptop hiệu năng cao, máy trạm workstation hướng đến đối tượng là các nhà sáng tạo nội dung chuyên nghiệp và thiết kế đồ họa.[19][20]

Gian hàng ASUS ROG tại Taipei Game Show 2018

### TUF (The Ultimate Force)
Dòng TUF (The Ultimate Force) - laptop gaming, bo mạch chủ, card đồ họa và màn hình gaming giá rẻ và tầm trung với độ bền cao. Dòng TUF có logo và nhận diện thương hiệu riêng là đôi cánh được cách điệu. 

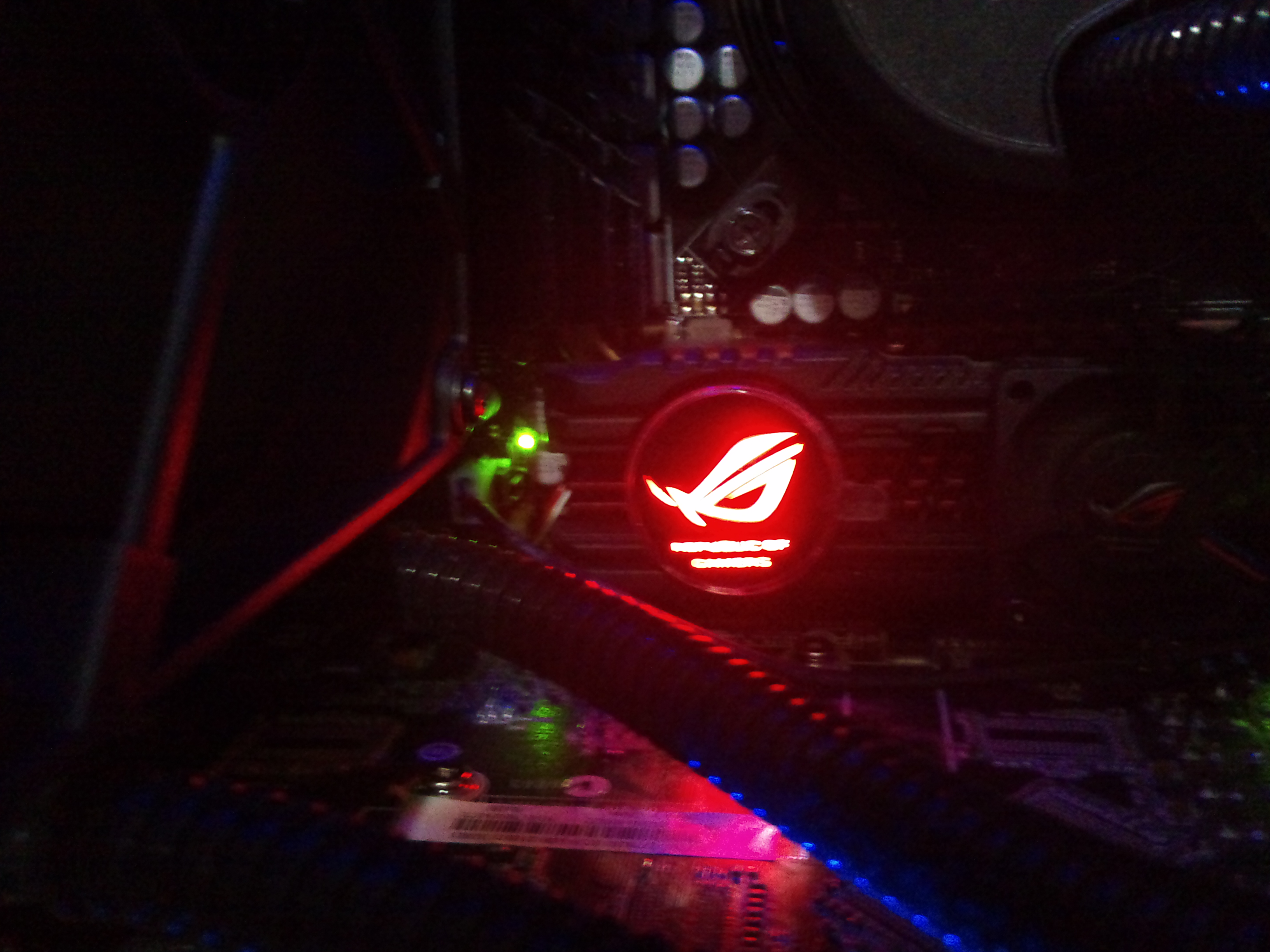
Logo của ASUS ROG trên card đồ họa của hãng, cách điệu mắt chim cú Strix.

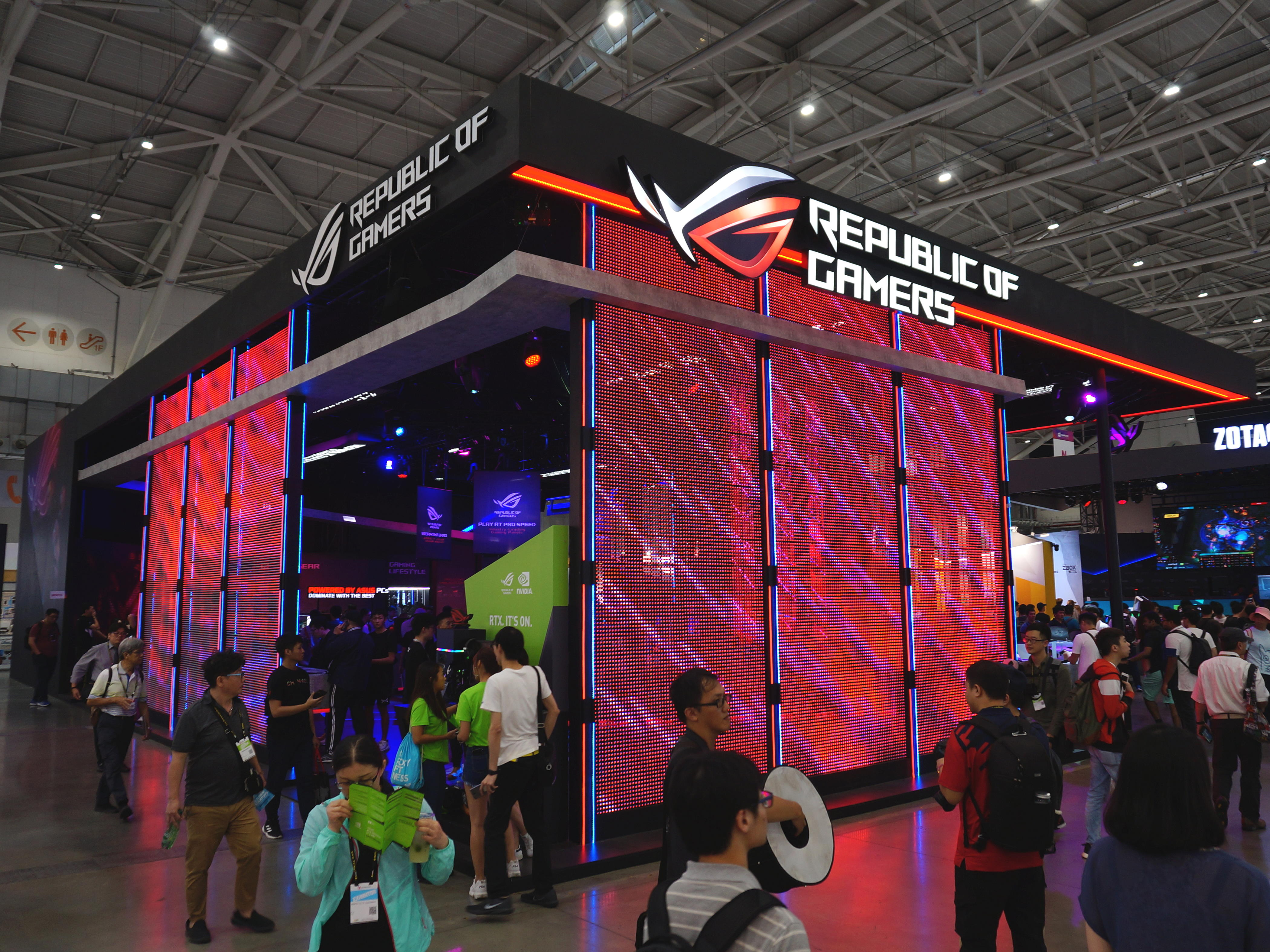
Gian triển lãm của ASUS ROG tại Computex Đài Loan 2019

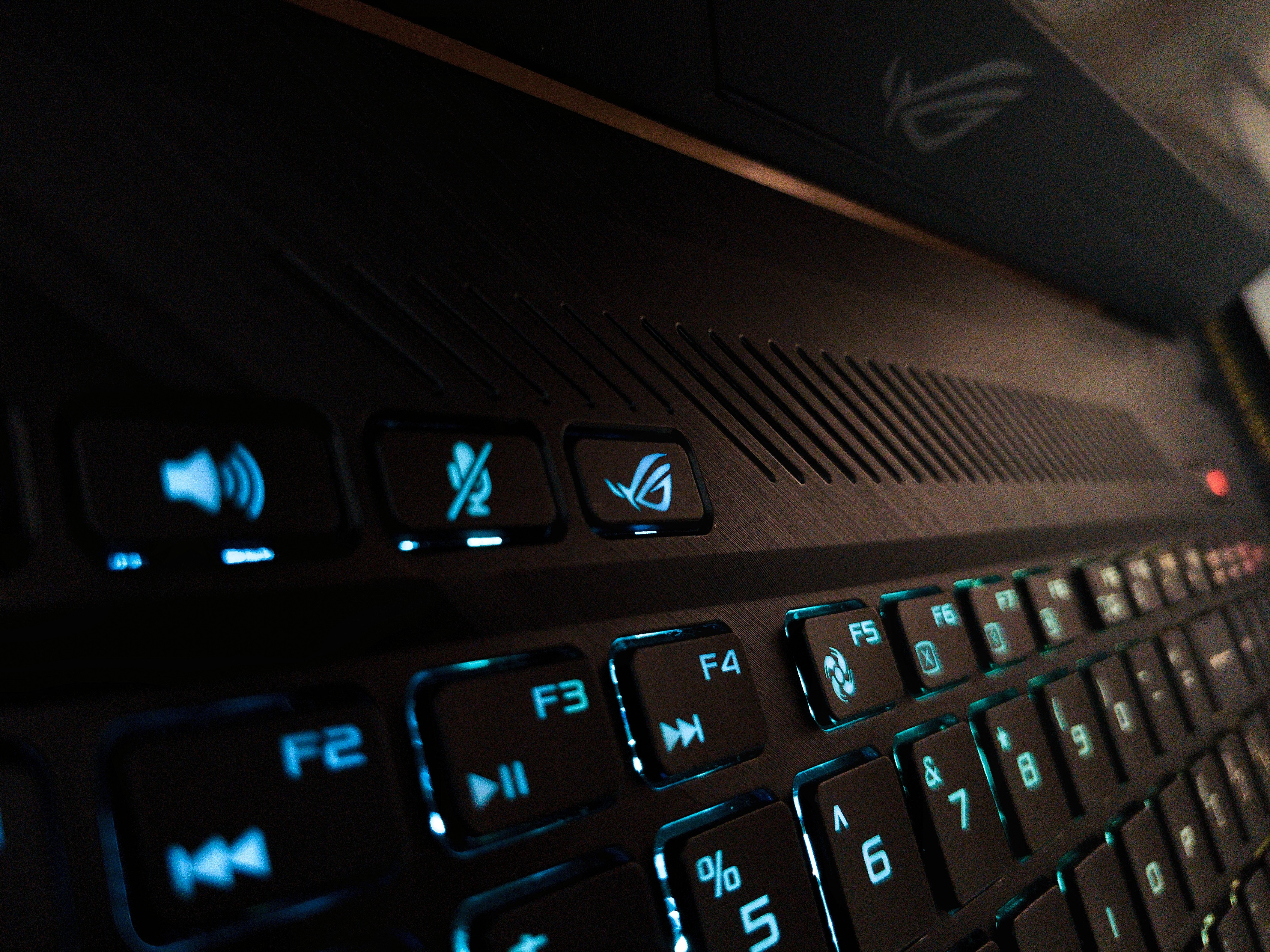
Layout bàn phím đặc trưng trên laptop gaming ASUS ROG Strix và ROG Zephyrus với các nút chuyên biệt.

### Republic Of Gamers (ROG)
Thương hiệu Republic Of Gamers (ROG) - laptop gaming, bo mạch chủ, card đồ họa, điện thoại thông minh, máy tính đồng bộ, bàn phím cơ, chuột gaming và màn hình gaming cao cấp. Dòng ROG có logo và nhận diện thương hiệu riêng là con mắt cú Strix được cách điệu.
Republic of Gamers là thương hiệu được Asus sử dụng từ năm 2006. Vào năm 2013, ASUS đã ra mắt RAIDR Express, một hệ thống sử dụng ổ cứng thể rắn SSD RAID 0 dựa trên chuẩn PCI express tốc độ cao với hai ổ SSD trên một PCB.
Tại Computex 2018, Asus đã công bố một điện thoại thông minh chơi game mang thương hiệu ASUS ROG Phone để cạnh tranh với Nubia Red Magic của ZTE, Black Shark của Xiaomi và Razer Phone. ROG Phone sẽ được phát hành vào quý 3 năm 2018. Tiếp nối thành công của ROG Phone thế hệ đầu, ROG Phone 2 ra mắt với CPU Snapdragon 855+ và được đánh giá là smartphone Android mạnh nhất năm 2019.
Các mẫu laptop ROG năm 2020 sử dụng CPU Intel thế hệ thứ 10 được trang bị công nghệ tản nhiệt chất lỏng (Liquid metal Thermal) cho hiệu quả làm mát thực sự hiệu quả.
Các sản phẩm thuộc thương hiệu ROG bao gồm: (Các sản phẩm ROG thường có tên dựa theo thần thoại).
- ROG Strix: bo mạch chủ cho vi xử lý Intel, AMD; card đồ họa; máy tính đồng bộ; tản nhiêt; laptop gaming phân khúc tầm trung; màn hình gaming cao cấp; tai nghe gaming; bàn phím cơ sử dụng switch Cherry MX; vỏ case máy tính Strik Helios.
- ROG Strix SCAR: laptop chơi game cao cấp.
- ROG Maximus: bo mạch chủ cao cấp cho vi xử lý Intel.
- ROG Crosshair: bo mạch chủ cao cấp cho vi xử lý AMD Ryzen.
- ROG Zenith: bo mạch chủ cao cấp cho vi xử lý AMD Ryzen Threadripper.
- ROG Dominus: bo mạch chủ cao cấp cho vi xử lý Intel Xeon.
- ROG Huracan: máy tính đồng bộ gaming cao cấp, sử dụng Intel Core i7.
- ROG Ryuo, Ryujin: bộ tản nhiệt.
- ROG Rampage: bo mạch chủ cao cấp sử dụng vi xử lý Intel.
- ROG Swift: màn hình gaming cao cấp, có tần số quét cao, đèn led Asus Aura Sync RGB[26], độ phân giải 2K - 4K, trang bị công nghệ chống xé hình AMD FreeSync™ và NVIDIA G-Sync.
- ROG Delta,Fusion: tai nghe gaming cao cấp.
- Chuột gaming cao cấp: ROG Pugio, Strik Carry, Gladius, Chakram.
- ROG Rapture: Router gaming cao cấp, sử dụng Wi-Fi 6, WTFast, đạt chứng nhận NVIDIA Geforce NOW.
- Nguồn máy tính: ROG Strix Gold PSU và ROG Thor Platinum PSU.
- ASUS ROG Zephyrus: laptop chơi game cao cấp siêu mỏng với vỏ kim loại. Có các dòng Zephyrus G, Zephyrus M, Zephyrus S. Zephyrus là tên vị thần của gió tây và mùa xuân trong thần thoại Hy Lạp.
- Asus ROG Chimera: laptop gaming tích hợp cấu hình mạnh mẽ nhất của hãng.
- ASUS ROG Mothership: máy tính cao cấp all - in - one thiết kế nhỏ gọn, với mức giá 180 triệu VNĐ, và sản xuất phiên bản giới hạn.